# Rune Andersson (roddare)
Rune Ivar Charles Andersson, född 11 maj 1930 i Strömstad, död 9 oktober 2006 i Strömstad, var en svensk roddare. Han tävlade för Strömstads RK och RK Three Towns.
Andersson tävlade i åtta med styrman för Sverige vid olympiska sommarspelen 1952 i Helsingfors. Vid olympiska sommarspelen 1956 i Melbourne tävlade han också i åtta med styrman, där det blev en fjärde plats. Vid olympiska sommarspelen 1960 i Rom tävlade Andersson i både fyra med styrman och åtta med styrman.
Han tog silver i åtta med styrman vid Europamästerskapen i rodd 1955 i Gent.